# Royalmount
Royalmount est un centre commercial de luxe situé à ville de Mont-Royal sur l’île de Montréal. Annoncé en 2015 par le promoteur immobilier Carbonleo, le projet est construit sur un ancien site industriel de 2,5 millions de pieds carrés à la jonction des autoroutes Décarie et Métropolitaine.
Le Royalmount, qui serait la nouvelle destination de shopping de luxe de Montréal, regroupe des marques qui aurait pour la première fois au Québec leur magasin pignon sur rue comme: Rennaï, Louis Vuitton, Gucci, Maje, Versace, Saint Laurent, Jimmy Choo et Tiffany & Co.
Une passerelle piétonnière au-dessus de l'autoroute Décarie relie le centre commercial à la station de métro de la Savane,.
Les attractions prévues comprennent un aquarium en 2027 et un parc linéaire de 3 km,.
La première phase du projet, avec des magasins, des restaurants et des espaces verts, est ouverte aux médias le 3 septembre 2024, avec une ouverture publique le 5 septembre,.
Depuis quelques mois, le centre commercial Royalmount offre quatre heures de stationnement gratuit à ses visiteurs.

## Controverses
Lorsqu'il est annoncé, le projet se heurte à l'opposition dont la mairesse Valérie Plante de la ville de Montréal. Des inquiétudes sont soulevées quant à l'augmentation du trafic routier sur les autoroutes adjacentes, déjà congestionnées.
La Commission sur le développement économique et urbain et l’habitation de la Ville de Montréal milite pour un développement plus durable avec plus de logements. Cependant, la Ville de Mont-Royal refuse de permettre une augmentation de la composante résidentielle parce qu'elle ne veut pas assumer les frais de prestation des services municipaux aux résidents du nouveau quartier et ne souhaite tirer le maximum de revenus que des propriétés commerciales.
L’Association des Sociétés de développement commercial de Montréal et le Partenariat du Quartier des spectacles expriment leurs inquiétudes quant à l'impact du projet sur les commerces et les lieux culturels du centre-ville.
L'Office québécois de la langue française a reçu 20 plaintes à propos du nom Royalmount mais juge que le nom respecte la loi.
Trois mois après l'ouverture du centre commerciale, l'achalandage avait grandement diminué contre toute attente des détaillants qui s'attendaient à plus de «folie».
Peu après son ouverture, le Royalmount a fait l’objet de critiques, notamment en raison de son nom en anglais. L’Office québécois de la langue française (OQLF) a confirmé avoir reçu une vingtaine de plaintes à ce sujet. Cependant, l’Office a précisé que le nom respectait la Charte de la langue française, car il s’agit d’une marque de commerce enregistrée et d’un toponyme officialisé. Cette situation a relancé le débat sur les limites des lois québécoises en matière d’affichage linguistique.